# Coriolan Manu
Coriolan Manu (n. 1880, Leța – d. 1950, Abrămuț) a fost delegat al cercului electoral Marghita la Marea Adunare Națională de la Alba-Iulia din 1 decembrie 1918.

## Biografie
Acesta a studiat teologia. Prima dată a fost preot ortodox, iar apoi greco-catolic în Abrămuț, județul Bihor.